# Glaciar de circo

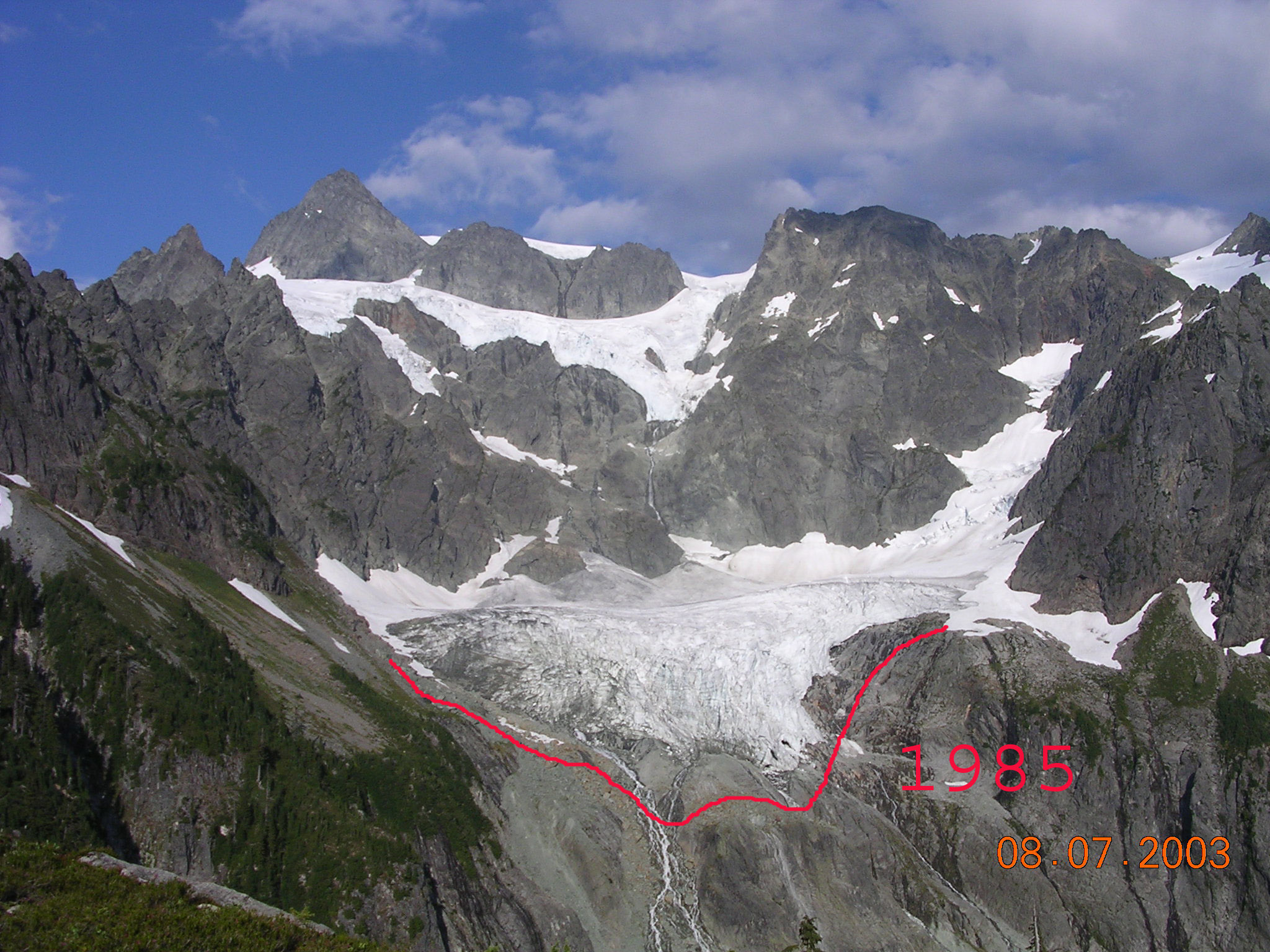
Glaciar de circo Lower Curtis, en las North Cascades, Estado de Washington, Estados Unidos de Norte América.

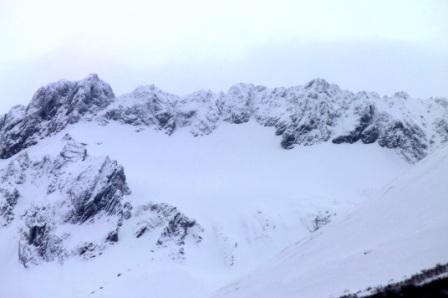
Glaciar Martial, Tierra del Fuego, Argentina.

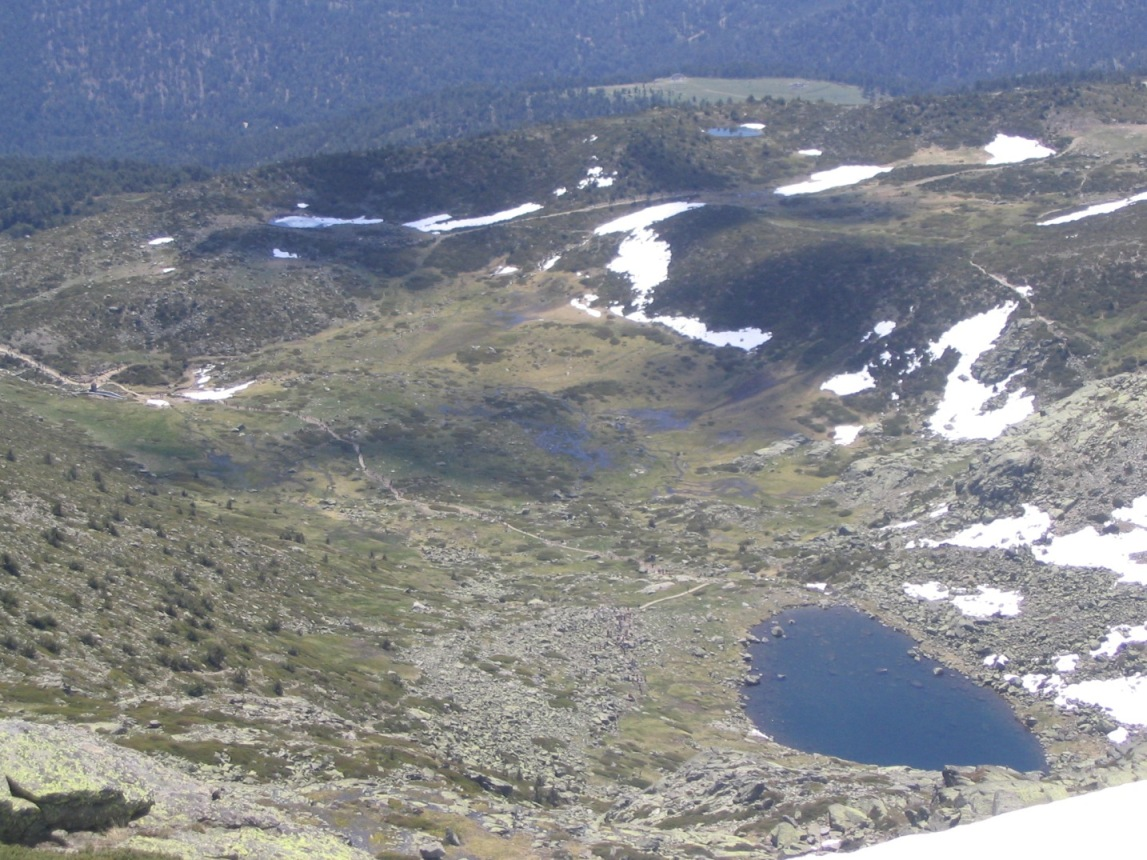
Laguna Grande de Peñalara, en el Circo glaciar de Peñalara (Sierra de Guadarrama, España). Es la laguna residual de un glaciar que en su última etapa de retroceso fue un glaciar de circo.

Un glaciar de circo es un tipo de glaciar que se limita a su cuenca o circo de acumulación. Apenas tiene lengua glaciar y tiene una reducida zona de ablación debido a la poca abundancia de hielo.
El glaciar de circo es un glaciar de montaña. Suele tener un fondo poco inclinado, y puede ser el resultado de un retroceso glaciar en el que la lengua glaciar ha desaparecido. También puede ser, en una fase de crecimiento, la etapa anterior a la aparición de la lengua glaciar, cuando la acumulación de hielo aún no permite que el glaciar se desborde de su circo.
Resulta a veces difícil distinguir un glaciar de circo de un glaciar suspendido, debido a que su morfología es muy parecida. En el glaciar suspendido, la topografía abrupta impide el crecimiento del glaciar fuera de su circo de acumulación y el exceso de hielo se elimina mediante caídas de seracs.
El glaciar de circo no debe confundirse con un circo glaciar que es una parte de un glaciar. El circo glaciar es la cuenca circular o semicircular producida por la acción del hielo de un glaciar en su zona de acumulación o de alimentación. La masa de hielo comprimido se mueve por deslizamiento y esta acción forma, por la abrasión, la concavidad rocosa circular o circo. En el caso de un glaciar de valle, el circo glaciar se sitúa en su cabecera, punto de partida del río glaciar. Los circos pueden tener forma de silla o anfiteatro, y tienen flancos abruptos o casi verticales rodeados de cimas.
El circo suele dividirse en dos partes: la baja, donde se acumula la nieve y hielo y la alta, con pendientes mayores pero con un hielo más compacto por su temperatura más baja. Ambas zonas suelen quedar separadas por una grieta más o menos transversal u horizontal que se denomina rimaya.

## Glaciares de circo

### España
- Laguna Grande de Peñalara, Sierra de Guadarrama[5]

### Argentina
- Glaciar Martial, Tierra del Fuego

### Estados Unidos
- Glaciar de Teton, Parque nacional de Grand Teton, Wyoming
- Glaciar de Lower Curtis, North Cascades, Estado de Washington

### Francia
- Glaciar de Gabietos, Macizo de Monte Perdido-Gavarnie, Pirineo
- Glaciar del Taillon, Macizo de Monte Perdido-Gavarnie, Pirineo
- Glaciar de Arsine, Alpes

### Italia
- Glaciar de Frébouze